# Phrixa bidentata
Phrixa bidentata är en insektsart som beskrevs av Rehn, J.A.G. 1903. Phrixa bidentata ingår i släktet Phrixa och familjen vårtbitare. Inga underarter finns listade i Catalogue of Life.